# Luca Novelli
Luca Novelli (Milán, Italia, 7 de octubre de 1947) es un escritor, cultural y periodista italiano. Tanmbien ha sido diseñador de revistas , como G&D Autor de una larga serie de libros de divulgación científica para niños, traducidos a 22 idiomas, ha colaborado con la RAI, WWF y diferentes museos y universidades.

## Biografía
Luca Novelli estudió agronomía en la Universidad de Milán, graduándose en 1971. Ya en 1968 había comenzado a trabajar como dibujante satírico, publicando en periódicos universitarios y posteriormente en la prensa nacional. A Histoyrettes, publicada en la revista Eureka en 1971, seguirán la tira de prensa Los edenistas (Edenisti), Las máquinas, Ilario Confiotore y, por último, en 1974, la tira cómica  Il Laureato para los periódicos Il Giorno, Il Messaggero y otros, cuyo argumento se centra en los problemas de los jóvenes que buscan su primer empleo. Esta tira fue recogida en álbum por las editoriales Bompiani, Mondadori y Rizzoli. y no se sabe nada más.
En 1975, gracias a la amistad de Marcello Ravoni, se unió a la agencia Quipos, que contaba en sus filas con Quino, Mordillo, Altan, Plata, Crepax y muchos otros grandes autores internacionales. 

### La vía científica
En 1979, uniendo su experiencia como historietista a su formación científica, da vida a sus primeros libros de divulgación científica "a la Novelli": Viaggio al centro della cellula y Ecologia a fumetti. Con idéntica filosofía realiza campañas de educación sanitaria para las empresas farmacéuticas Bayer y Farmitalia. 
En 1982 escribe el primero de sus libros sobre informática para Mondadori, iniciando una serie de cuatro volúmenes que serían traducidos a 16 idiomas, a inglés por Microsoft Press. 
En 1986 desarrolla la sección Quack! para el programa televisivo Pane e Marmellata y para Il Corriere dei piccoli. Al mismo tiempo, escribe La storia della chimica a fumetti, La storia naturale y La storia della biologia, que ilustra Cinzia Ghigliano.

### ÚItimos años
Desde 1988 trabajará fundamentalmente en los programas de televisión de Enzo Biagi, dejando apartada la escritura de libros propios hasta 1992. Publicará entonces Professione Cartoonist en la que explora el trabajo de compañeros de profesión como Altan, Cavandoli, Johnny Hart, Quino, Mordillo, Stano Kochan, Ro Marcenaro y Ziraldo.

## Premios
La recopilación en álbum de Los edenistas ganó el premio del Salón de Bordiguera en 1975.

## Ediciones en español
En España, algunas de sus historietas han podido verse en la revista Totem desde 1977: "Un amor de ciudad", en el número 1; "El distribuidor automático de niños", en el 3.
Einstein y las máquinas del tiempo (Editorial Editex )
Viaje con Darwin (Luis Vives Editorial)
Hola, soy la Luna: la verdadera historia de una gran hermana extraterrestre  (Mensajero)